# Госвин I фон Хайнсберг
Госвин I фон Хайнсберг (на немски: Goswin I von Heinsberg; * 1051; † 1 април 1128) е първият споменат в документ от 1085 г. е граф и господар на Господство Хайнсберг с главен град Хайнсберг, по-късно и на Фалкенбург в днешна Нидерландия.

## Произход и управление
Той е син Герхард фон Хайнсберг-Фалкенбург или на Госвин фон Хайнсберг († сл. 1104) или син или внук на Дитрих I Фламенс († 1082), господарят на Васенберг от рода на Фламенсите, които са господари на Васенберг и дават първите графове на Гелдерн.
Резиденция на господарите на Хайнсберг е замък Хайнсберг, създаден през 9 век.
Госвин I управлява от 1085 г. господството Хайнсберг и едновременно Фалкенбург.

## Фамилия
Госвин I фон Хайнсберг се жени в Хайзбург за Ода фон Валбек († 1152), дъщеря на Зигфрид II фон Валбек († сл. 1087), граф в Дерлингау и Нордтюринггау, и Кунигунда фон Щаде († 997). Те имат двама сина:
- Герхард I фон Хайнсберг († 1128/1129), господар на Хайнсберг (1128 – 1129), женен пр. 1128 г. за графиня Ирмгард фон Пльотцкау (* 1085/1087; † 1153), дъщеря наследничка на граф Дитрих фон Пльотцкау и Матилда фон Валбек, наследничка на Валбек
- Госвин II фон Хайнсберг († 8 април 1170), господар на Хайнсберг (1130) и Фалкенбург (1128 – 1266), женен ок. 1135 г. за Аделхайд фон Зомершенбург (* ок. 1120; † ок. 1180), дъщеря на саксонския пфалцграф Фридрих I фон Зомершенбург († 1121) и Аделхайд фон Лауфен (* 1075)